# ديفيد إنجلاند
ديفيد إنجلاند (بالإنجليزية: David England)‏ هو موجه قوارب ‏ أسترالي، ولد في 25 يونيو 1956.

## وصلات خارجية
- ديفيد إنجلاند على موقع الاتحاد الدولي للتجديف (الإنجليزية)
- ديفيد إنجلاند على موقع اللجنة الأولمبية الدولية (الإنجليزية)
- ديفيد إنجلاند على موقع أوليمبيديا (الإنجليزية)
- ديفيد إنجلاند على موقع اللجنة الأولمبية الأسترالية (الإنجليزية)